# Nagy Sándor-papagáj

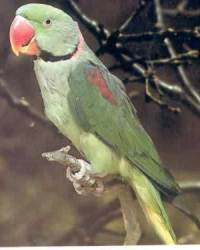

A Nagy Sándor-papagáj (Palaeornis eupatria), korábbi nevén Nagy sándorpapagáj  vagy sándorpapagáj, a madarak osztályának a papagájalakúak (Psittaciformes) rendjébe, ezen belül a szakállaspapagáj-félék (Psittaculidae) családjába és a szakállaspapagáj-formák (Psittaculinae) alcsaládjába tartozó faj. Sorolják a Psittacula nembe Psittacula eupatria néven is.

## Előfordulása
Ázsiában, Afganisztán, Banglades, Bhután, Kambodzsa, India, Laosz, Mianmar, Nepál, Pakisztán, Srí Lanka, Thaiföld és Vietnám területein honos.  Síkvidéki és középmagas hegységek erdőségeinek lakója.
A nemükbe tartozó kis sándorpapagájok Németország néhány városától (Köln, Wiesbaden, Mainz)  Dél-Angliáig kisebb populációkban a szabad természetben élnek.

## Alfajai
- Palaeornis eupatria eupatria
- Palaeornis eupatria avensis
- Palaeornis eupatria magnirostris
- Palaeornis eupatria nipalensis
- Palaeornis eupatria siamensis

## Megjelenése
A madár hossza 58 centiméter, testtömege 200-250 gramm. Szárnyán vörös foltot visel. A hím nyakán fekete-vörös  gallér van. Feltűnő erős, piros csőre.

## Nemek megkülönböztetése
Tojó: fakóbb tollazat, a nyakról hiányzik a fekete és rózsaszín örv
Fiatal egyedek: Mint a tojó, de a farkuk rövidebb.

## Életmódja
Kis csapatokban keresgéli magvakból, gyümölcsökből, virágokból, rovarlárvákból és  nektárból álló táplálékát.

## Tartása
A nagy sándorpapagáj kissé zilált, és nem hozza a legjobb formáját, ha épp hosszú út áll a háta mögött, vagy túl kicsi kalitkában helyezték el és a farktollai károsodtak. A legjobb tágas reptetőben, párban tartani, de nagyobb kalitkában is eléldegél. Az érintetlen farkú, kifejlett madár a volier dísze, csodásan fest. Fagymentes helyen, védőházakban kint is átteleltethető. Gondoskodjunk számára vastag ülőrudakról, nehogy megfagyjon a lábujja. A faszerkezetet elcsócsálja, ezért a reptető vagy kalitka rácsa 4–5 mm vastag drótból készüljön. Csak a kalitkában tartott példányokat lehet beszédre tanítani. A tenyészidőszak kivételével saját fajtársaival jól megfér, az egzótákat viszont zaklatja.
Nem válogatós. Egyaránt szívesen fogyasztja a tablettás eleséget, virágokat, leveleket, gyümölcsöket, bogyókat, gyári papagáj eleséget, csöves kukoricát, zöldségeket, fűzgallyakat és szépiacsontot.

## Szaporodása
A kis sándorpapagájjal ellentétben saját fészket készít: fák törzsébe váj üreget. Fogságban könnyen szaporítható, ha elég hosszú röptetőben helyezzük el. A fészekodú ajánlott mérete 45x40x50 cm, legalább 11–12 cm-es röpnyílással.Fészekalja 2–4 tojásból áll, melyen 28 napig kotlik. A fiókák kirepülési ideje 6–7 hét.